# Nectarinia johannae
Nectarinia johannae é uma espécie de ave da família Nectariniidae.
Pode ser encontrada nos seguintes países: Angola, Camarões, República Centro-Africana, República do Congo, República Democrática do Congo, Costa do Marfim, Guiné Equatorial, Gabão, Gana, Guiné, Libéria, Mali, Nigéria, Senegal, Serra Leoa e Sudão.